# Dictyna gloria
Dictyna gloria là một loài nhện trong họ Dictynidae.
Loài này thuộc chi Dictyna. Dictyna gloria được Ralph Vary Chamberlin & Wilton Ivie miêu tả năm 1944.